# Thomas Wulstan Pearson
Thomas Wulstan Pearson OSB (* 4. Januar 1870 in Preston, Lancashire; † 1. Dezember 1938 ebenda) war ein britischer Ordensgeistlicher und römisch-katholischer Bischof von Lancaster.

## Leben
Thomas Wulstan Pearson besuchte das Kolleg der Benediktiner in Douai. 1887 wechselte er an das Kolleg der Downside Abbey. Danach trat Pearson in der Belmont Abbey der Ordensgemeinschaft der Benediktiner bei und legte am 12. Dezember 1890 die einfache Profess ab. 1893 kehrte er als Lehrer an das Kolleg der Downside Abbey zurück. Im März 1894 legte Thomas Wulstan Pearson die feierliche Profess ab. Er empfing am 26. September 1897 in der Kirche der Downside Abbey durch den Bischof von Clifton, William Robert Bernard Brownlow, das Sakrament der Priesterweihe. 1912 wurde Thomas Wulstan Pearson Pfarrvikar der Pfarrei St. Mary in Liverpool. Im September 1916 wurde er Prior der Ealing Priory.
Am 19. Dezember 1924 ernannte ihn Papst Pius XI. zum ersten Bischof von Lancaster. Der Erzbischof von Liverpool, Frederick William Keating, spendete ihm am 24. Februar 1925 in der Kathedrale von Lancaster die Bischofsweihe; Mitkonsekratoren waren der Weihbischof in Westminster, Joseph Butt, und der Weihbischof in Liverpool, Robert Dobson.